# 德韦塞
德韦塞（法語：Devesset，法語發音：[dəvɛsɛ]）是法国阿尔代什省的一个市镇，属于罗讷河畔图尔农区。

## 地理
德韦塞（45°4'2"N, 4°23'18"E）面积29.24 平方千米，位于法国奥弗涅-罗讷-阿尔卑斯大区阿尔代什省，该省份为法国东南部内陆省份，北起顺时针与卢瓦尔省、伊泽尔省、德龙省、沃克吕兹省、加尔省、洛泽尔省和上盧瓦爾省接壤。
与德韦塞接壤的市镇（或旧市镇、城区）包括：罗什波勒、圣阿格雷沃、维瓦赖地区圣安德烈、圣热尔当多尔、利尼翁河畔勒尚邦、勒马斯德唐斯、唐斯。

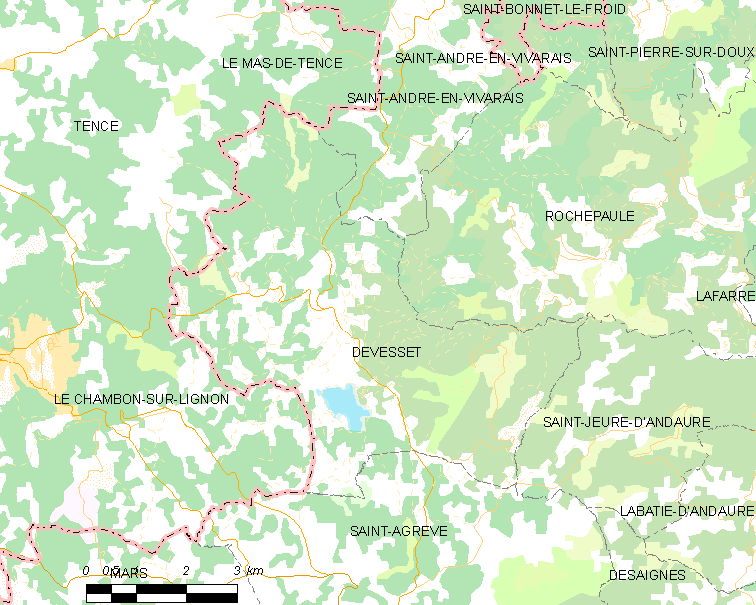
德韦塞的OSM定位图

德韦塞的时区为UTC+01:00、UTC+02:00（夏令时）。

## 行政
德韦塞的邮政编码为07320，INSEE市镇编码为07080。

## 政治
德韦塞所属的省级选区为上埃里约县。

## 人口

1962-2008年间德韦塞人口变化图示

德韦塞于2022年1月1日时的人口数量为306人。